# Microphthirus uncinatus
Microphthirus uncinatus ist eine Art der Tierläuse, die in Nordamerika vorkommt und das Nördliche und Südliche Gleithörnchen befällt. Sie ist die kleinste Lausart.

## Merkmale
Weibchen sind 0,375 mm lang und 0,17 mm breit, Männchen 0,35 mm lang und 0,14 mm breit. Der längliche Kopf ist konisch und am Vorderrand abgerundet. Augen und Augenhöcker fehlen. Die Antennen haben fünf Glieder, wobei das erste deutlich breiter als die übrigen ist und an der Unterseite vier hakenartige Fortsätze trägt. Der Thorax ist doppelt so breit wie der Kopf. Der Mesothorax trägt beidseits am Hinterrand, direkt an der Tracheenöffnung einen kurzen Dorn und einen längeren am Meson. Wie bei Enderleinellus-Arten sind erstes und zweites Beinpaar schwach entwickelt und die Sternal- und Tergalplatten des Abdomens sind ungeteilt. Allerdings fehlt das Paar Sterniten am Abdominalsegment 2 und Pleuriten sind nicht oder nur ganz schwach ausgebildet. Das Abdomen ist länglich und am zweiten Segment am breitesten. Die Tergalplatten tragen eine Dornenreihe. Die Pleuren des zweiten bis fünften Segments tragen ein Paar sehr langer kräftiger Borsten.